# Alnus hakkodensis
Alnus hakkodensis là một loài thực vật có hoa trong họ Betulaceae. Loài này được Hayashi mô tả khoa học đầu tiên năm 1952.